# Pirolle de Whitehead
Urocissa whiteheadi
Espèce
Statut de conservation UICN

 EN  : En danger
La Pirolle de Whitehead (Urocissa whiteheadi) est une espèce de passereaux de la famille des Corvidae. Elle peuple la Chine du Sud et le nord de l'Indochine.

## Taxonomie et répartition
L'espèce a été décrite en 1899 par le naturaliste écossais William Robert Ogilvie-Grant. Atypique au sein du genre Urocissa, elle est parfois placée dans son propre genre, Cissopica.
Deux sous-espèces sont reconnues :
- U. w. xanthomelana (Delacour, 1927) : Chine du Sud (sud du Sichuan et sud-ouest du Guangxi), nord du Vietnam, nord et centre du Laos
- U. w. whiteheadi (Ogilvie-Grant, 1899) : Hainan

## Habitat
Elle se trouve dans des plaines et piémonts jusqu'à 1 400 m d'altitude. Elle fréquente la forêt de feuillus sempervirente tropicale, y compris le pourtour des champs cultivés et les forêts secondaires. 
La race nominale est rare et menacée par la destruction de forêts à grande échelle dans le Hainan lors de la Révolution culturelle. Sur le continent, la race xanthomelana est plus répandue, mais menacée elle aussi par la fragmentation de son habitat due à l'exploitation forestière et aux feux de forêt.

## Description
Mesurant 43 à 46 cm pour un poids d'environ 200 g, elle est plus grande que les autres pirolles du genre Urocissa, avec une queue assez longue et étagée. Surtout, elle se distingue par son plumage non pas bleu, mais blanc et noir.
La race nominale a la tête, le cou, le manteau, le dos et la poitrine d'un noir de suie, avec les plumes de la calotte frangées de brun, d'où un aspect écailleux. Les flancs sont grisés et le croupion est blanchâtre. Les ailes sont noires, avec des bandes blanc-chamois formant un contraste caractéristique. La queue est noire avec les plumes centrales grises. L'iris est jaune paille, le bec orange mat et les pattes sont brun foncé.
La race xanthomelana est plus grande, avec les parties sombres plus noires, les bandes pâles sur l'aile et la queue plus jaunâtres et les rectrices centrales noires.
Les deux sexes sont identiques. Les juvéniles ont la tête, le cou et le dessus gris terne teinté de jaune, avec le bec et l'iris bruns. Les immatures acquièrent d'abord le bec orange et l'iris jaune, puis le manteau commence à foncer.

## Écologie et comportement
Son écologie est mal documentée. Elle est apparemment omnivore et se nourrirait d'invertébrés et de baies, mais sans plus de précision. Très sociable, elle cherche sa nourriture en large groupes rassemblant des individus de tous âges et se déplaçant en commun dans la forêt. 
Le seul nid décrit, trouvé dans le Hainan et conservé au Musée d'histoire naturelle de Londres, consiste en une plate-forme concave formée de lianes et de racines étroitement entremêlées ; il contenait six œufs. Un nid en construction a été observé au Vietnam début juillet.